# 入換専業鉄道
入換専業鉄道（いれかえせんぎょうてつどう。英語 : Switching and terminal railroad）とは、アメリカ合衆国において複数の鉄道会社が乗り入れる貨物駅の運営や、そこにおける車両の入換を行う鉄道運営会社である。
ここで、日本の鉄道における貨物鉄道および貨物駅の形態とは大きく異なることに注意されたい。

## 業務内容

### 入換作業
入換作業は操車場で行われるものである。各種の貨車を連結あるいは解放して、列車を組成あるいは分割する作業である。操車場内にある場合に限り、産業施設等へ貨車を搬入する作業も含む。
こうした作業は一般に列車が走行する鉄道路線とは別に、操車場内での規則に従ってなされ、車両は低速で走行する。

### 貨物駅の運営
貨物駅の運営には、ユニオンステーション(共同使用駅)や鉄道連絡船、橋の使用や運営を含む。多大な貨物を異なる輸送モード（例：鉄道貨物列車から貨物船へ）に積み替える作業も含む。

## 成立の背景
こうした作業を専門に行う鉄道会社は、時に複数の大規模の鉄道会社が出資して設立することがある。例えば、下記の鉄道である。
- ベルト・レールウェイ・オブ・シカゴ（英語版） - アメリカ最大規模の入換専業鉄道。7社が共同所有する。内訳はBNSF鉄道、カナディアン・ナショナル鉄道、カナダ太平洋鉄道、CSXトランスポーテーション、ノーフォーク・サザン鉄道、ユニオン・パシフィック鉄道。
- ターミナル・レールロード・アソシエーション・オブ・セントルイス（英語版） - 5社が共同所有する、セントルイス乗り入れのための鉄道。BNSF鉄道、カナディアン・ナショナル鉄道、CSXトランスポーテーション、ノーフォーク・サザン鉄道が1/7ずつ、ユニオン・パシフィック鉄道が3/7の割合で所有する。これらとカンザス・シティ・サザン鉄道とも接続している。セントルイスに乗り入れない一級鉄道は、カナダ太平洋鉄道のみである。
- コンレール・シェアード・アセッツ・オペレーションズ（英語版） - コンレールがCSXトランスポーテーションとノーフォーク・サザン鉄道とに分割譲渡された際、各社が排他的に利用できない部分を存置したもの。

こうした鉄道会社は、大規模な鉄道運営会社が不採算路線を廃止した時や、小規模な鉄道会社が大企業と荷主をつなぐ役割を引き継いだときに成立する場合もある。こうした鉄道会社に対し、アメリカ合衆国内国歳入庁は租税優遇措置を認めている。